# Theo Olthuis
Theo Olthuis (Amsterdam, 10 september 1941 – Bergen, 28 maart 2024) was een Nederlandse schrijver en dichter.

## Biografie
Olthuis werd geboren in Amsterdam en groeide daar op, en woonde daar tot in 1998. Toen verhuisde hij naar Bergen.
Olthuis is onderwijzer geweest en daarna dramadocent. Vanaf 1978 schrijft hij teksten – zowel voor kinderen als volwassen – voor theater en televisie. Daarnaast schreef hij liedjes en gedichten. 

In 1980 debuteerde hij als dichter met de bundel De jongste dag bij Literaire Uitgeverij De Beuk. In 1984 verscheen zijn eerste bundel kindergedichten “Een hele grote badkuip vol” bij Em. Querido's Uitgeverij. Sindsdien verschenen vele bundels met kindergedichten. In 2007 stelde hij een bloemlezing samen uit al de eerder verschenen kindergedichten getiteld In je hoofd kun je alles (Uitgeverij Holland).

Theaterteksten schreef hij onder andere voor Theater Splinter, Theater Spoenk, Platform Gelderland en Theater Gnaffel. Vanaf 1981 schrijft hij teksten voor kinderen, onder andere voor Sesamstraat, Koekeloere, Het Klokhuis en Samba Salad. Daarnaast schreef hij ook liedteksten voor volwassenen; onder andere voor Herman van Veen, Lori Spee, Stef Bos, La Luna, Gerard van Maasakkers, Willem Nijholt, Eddy Christiani, Robert Paul en Philippe Elan.

In 2010 wint Theo Olthuis de Rabobank Cultuurprijs. Vanaf 2014 schrijft hij aforismen in bulletin K.C.B. (Kunstenaarscentrum Bergen), omroepblad Max Magazine en vanaf 2019 ook in Flessenpost Bergen. In 2017 maakte Gijs Groenteman een interview met Theo, waar ook een aantal liedjes te beluisteren zijn op teksten die hij voor Sesamstraat schreef. (De Grote Harry Bannink Podcast. (afl. 19) In 2019 verscheen “In je hoofd kun je alles”, een interview met de schrijver thuis. (docu/film; regie Hans van Marwijk). In 2020 “Zelfs de meeuwen komen langs”, film met Diny van den Akker; thema het vredeskerkje in Bergen aan Zee; regie Eric van Royen.

## Werk

### Gedichtenbundels voor kinderen
- 2022, Vliegen zonder vleugels, Uitgeverij Ploegsma
- 2011, Hoera, ik ben weer wakker, Uitgeverij Holland
- 2009, Papa-Mama-Lijm, Kes Gray, Uitgeverij Holland, (vertaling)
- 2008, Heksje Trees heeft hoogtevrees, Uitgeverij Clavis
- 2007, In je hoofd kun je alles, Uitgeverij Holland
- 2005, Lampje voor de nacht, Uitgeverij Holland
- 2003, Vallen en opstaan, Trude van Waarden Produkties (mede-auteur)
- 2002, Een steen zweeft over water, Uitgeverij Ploegsma
- 1998, Vlinder in december, Uitgeverij Ploegsma
- 1998, Kijk, een gedicht! (postermap) Uitgeverij Ploegsma
- 1996, Druppels vangen, Uitgeverij Ploegsma
- 1994, Aan de bewoner van dit pand, John Talbot, Uitgeverij Ploegsma, (vertaling)
- 1994, Voor jou, John Talbot, De Bijenkorf, (vertaling)
- 1994, Een gat in de hemel, Uitgeverij Ploegsma
- 1992, Ergens is een heel eind weg, Uitgeverij Ploegsma
- 1992, Het geluid van vrede, Uitgeverij Ploegsma
- 1991, Mijn tante heeft een snor, uitgeverij Harlekijn, i.s.m. H. Bannink
- 1990, Kattekrabbels, A.Nobel, Uitgeverij Ploegsma; (vrije vertaling)
- 1989, Stoepkrijt, Uitgeverij Ploegsma
- 1985, Leunen tegen de wind, Em. Querido's Uitgeverij
- 1983, Een hele grote badkuip vol, Em. Querido's Uitgeverij

### Gedichtenbundels voor volwassenen
- 2006, De klik van de riem, Uitgeverij Holland
- 2006, Golfslag, over Bergen naar Camperduin, uitgeverij Conserve
- 1981, Half boven water, Literaire Uitgeverij De Beuk
- 1980, De jongste dag, Literaire Uitgeverij De Beuk

### Aforismen
- 2021, 12 postkaarten, uitg. Art Unlimited
- 2020, Met je hoofd in de wolken”, uitg.Loopvis
- 2021, Verwondering blijft”, uitg. Loopvis

### Theater voor kinderen
- 2003, Vreemde Gasten, Theater Splinter, tevens regie, Bergen
- 1997, Juul, Theater Gnaffel, Zwolle
- 1997, Dorst, Platform Gelderland
- 1996, Stoepkrijt, Platform Gelderland
- 1994, In de kooi ben ik voor niemand bang, opera voor kleuters; Skon, Alkmaar
- 1993, Miertje, Schooltheater, tevens regie, Woerden
- 1993, Prent, Platform Gelderland
- 1993, Wat je zegt ben je zelf!, Theater Pats ; tevens regie, Leiden.
- 1993, Aangespoeld, Theater Thor, boekbewerking Zwolle
- 1991, Assepoesters Poets, bew. opera van Adolphe Adam; Skon, Alkmaar
- 1991, Matilda, boekbew. Theater Spoenk, Nijmegen
- 1990, Meester van de zwarte molen, boekbew. Theater Spoenk, Nijmegen.
- 1989, Vlinders in je buik, Hervormd Lyceum, Amsterdam
- 1988, Mijn tante heeft een snor, Theater Tandarots, Den Bosch
- 1985, Broertjes, liedteksten i.s.m. Het Werkteater, Amsterdam
- 1984, Keetje Baba en de tijdrovers, Cees Brandt, Amsterdam

### Theater voor volwassenen
- 2008, Klem, eenakter i.sm. Chis Houtman, uit: Oorlog aan zee, Bergen
- 1997, Gekke Witte, tekstbijdragen, Theater Branoul, Den Haag
- 1996, Vlieger zonder staart, Theater Splinter, tevens regie; Amsterdam
- 1995. Een nieuwe dag begon, Theater Splinter, tevens regie; Amsterdam
- 1994, Over de brug, Theater Parbleu, tevens regie; Amsterdam
- 1980, Funhouse, tekstbijdragen; Amsterdam
- 1978, Splinter sinds 1900, tekstbijdragen; Klein Bellevue, Amsterdam

### Televisie
- 1981 – 2018, Sesamstraat; liedteksten, versjes en scènes
- 1995 – 1999, Koekeloere; liedteksten
- 1991 – 1998, Klokhuis; scènes
- 1994, Klokhuis; dichter Theo Olthuis
- 1990, Steen voor steen; liedteksten voor Herman van Veen
- 1984, Plaatjes kijken; liedteksten
- 1983, Pak je prentenboek; liedteksten

### Film
- 1984, Zondagmiddag; scenario jeugdfilm
- 1991, De tranen van Maria Machita; tekstbijdrage
- 2019, In je hoofd kun je alles
- 2020, Zelfs de meeuwen komen langs